# قائمة الطائرات العسكرية الألمانية
تحتوي هذه القائمة على الطائرات العسكرية الألمانية بالإضافة إلى النماذج الأولية، ومرحلة ما قبل الإنتاج، والأنواع التشغيلية. ولم يتم تحديد القدرات المختلفة لها حتى عام 1991. في عام 1990، تم إدخال القوات الجوية المختلفة لجمهورية ألمانيا الديمقراطية السابقة من قبل جمهورية ألمانيا الاتحادية. بعض الأنواع التي كانت تستخدمها جمهورية ألمانيا الديمقراطية لم تعد في الخدمة بحلول ذلك الوقت، وهذا ما يشار إليه.

## قبل عام 1919
- ألباتروس دي 2
- ألباتروس دي 3
- ألباتروس دي في
- ألباتروس دي.فا
- دايملر L.6
- فوكر دي آي
- فوكر دي 2
- فوكر دي 3
- فوكر دي. الرابع
- فوكر دي في
- فوكر د.VI
- فوكر د.7
- فوكر دي.7 إف
- فوكر د.VIII
- فوكر دكتور الأول
- فوكر إي آي
- فوكر E.III
- فوكر E.IV
- فوكر EV
- هالبرشتات دي
- هالبرشتات د.2
- هالبرشتات د.III
- هالبرشتات دي في
- يونكرز دي آي
- كوندور د.VI
- كوندور إي.3
- ناغلو دي.2
- بفالز د.III
- بفالز د.IIIa
- بفالز د. الثامن
- بفالز د.XII
- بفالز د.XV
- دكتور بفالز الأول
- بفالز إي آي
- بفالز E.II
- رولاند دي
- رولان د. الثاني
- رولان د.III
- رولان د. السادس
- سيمنز-شوكيرت دي آي
- سيمنز-شوكيرت D.II
- سيمنز-شوكيرت D.III
- سيمنز-شوكيرت D.IV
- زيبلين-لينداو دي

### القاذفات وطائرات الهجوم الأرضي
- AEG دي جي. أنا
- ايه اي جي جي اي
- AEG G.II
- AEG G.III
- AEG G.IV
- جوتا جي في
- يونكرز CL. أنا
- زيبلين-ستاكين R.VI

### الدوريات والاستطلاع
- AEG C.II
- أغو سي آي
- AGO C.II
- AGO C.IV
- ألباتروس بي آي
- ألباتروس بي 2
- ألباتروس سي آي
- ألباتروس سي 3
- ألباتروس السيرة الذاتية
- ألباتروس سي.7
- ألباتروس سي.9
- ألباتروس CX
- ألباتروس C.XII
- أفياتيك بي آي
- أفياتيك سي آي
- أفياتيك سي.في
- دالاس فورت وورث بي آي
- السيرة الذاتية لـ DFW
- إيتريش تاوب
- هالبرشتات CL. الثاني
- هالبرشتات CL. الرابع ( هانوفر C.IV ؟!)
- هانوفر CL. الثاني
- هانوفر CL. الثالث
- هانوفر CL. الرابع
- هانوفر السيرة الذاتية
- هانزا براندنبورغ W.12
- هانزا براندنبورغ W.19
- هانزا براندنبورغ W.29
- هانزا براندنبورغ W.33
- يونكرز جي آي
- LVG BI
- LVG C.II
- رومبلر سي آي
- رومبلر C.IV
- رومبلر تاوب

### التدريب
- أويلر دي آي

### تجريبي وبحثي
- فوكر V 1
- فوكر V 2
- فوكر V 3 (يحتوي المرجع على سبع صور) [1]
- فوكر V 4
- فوكر V 5
- فوكر V 6
- فوكر V 7 وV 7/I، وV 7/II، وV 7/III، وV 7/IV
- فوكر V 9 وV 12 وV 14 وV 16 وV 33
- فوكر V 17 وV 20 وV 21 وV 23 وV 25
- فوكر V 27 و V 37
- Junkers J 1 (طائرة رائدة مصنوعة بالكامل من المعدن)
- Junkers J 7 (نموذج تجريبي لمقاتلة معدنية بالكامل ذات مقعد واحد)

## 1919–1945

### الدوريات والاستطلاع
- أرادو Ar 95 ، دورية ساحلية + هجوم (طائرة مائية ثنائية السطح)
- أرادو Ar 196 ، استطلاع محمول على متن سفينة + دورية ساحلية (طائرة مائية)
- أرادو Ar 198 ، استطلاع
- أرادو Ar 231 ، طائرة استطلاع غواصة ذات أجنحة قابلة للطي (نموذج أولي)
- Blohm & Voss BV 138 Fliegende Holzschuh ، قارب طائر (تم تحديد الإصدارات المبكرة باسم Ha 138)
- بلوم وفوس بي في 141 ، استطلاع (غير متماثل)
- بلوم آند فوس بي في 142 ، استطلاع + نقل
- قارب طيران بعيد المدى من طراز Blohm & Voss BV 222
- Blohm &amp; Voss BV 238 ، قارب طائر (نموذج أولي)
- DFS 228 ، طائرة استطلاع تعمل بالصواريخ (نموذج أولي فقط)
- دورنير دو 16 ، سابقًا دو جيه، والمعروفة باسم وال (الحوت)، قارب استطلاع طائر
- قارب الاستطلاع دورنير دو 18
- فيزلر Fi 156 Storch (Stork)، طائرة استطلاع ذات إقلاع وهبوط قصير (STOL)
- فوك-وولف Fw 62 ، طائرة استطلاع محمولة على متن سفينة (طائرة مائية ثنائية السطح)
- Focke-Wulf Fw 200 Condor ، نقل + قاذفة قنابل دورية بحرية
- فوك-وولف Fw 300 هي النسخة طويلة المدى المقترحة من Fw 200
- Gotha Go 147 ، استطلاع STOL (نموذج أولي)
- هنكل هو 46, استطلاع
- هاينكل هي 59 ، طائرة استطلاع (طائرة مائية ثنائية السطح)
- هاينكل هي 60 ، طائرة استطلاع محمولة على متن سفينة (طائرة مائية ثنائية السطح)
- هاينكل هي 114 ، طائرة استطلاع مائية
- هنكل هي 116 نقل + استطلاع
- هينشيل إتش إس 126 ، استطلاع
- هوتر هو 211 ، طائرة استطلاع ومقاتلة ليلية
- Junkers Ju 388 Störtebeker ، استطلاع + مقاتلة ليلية
- طائرة استطلاع Messerschmitt Bf 163 STOL (نماذج أولية فقط)
- Messerschmitt Me 261 ، استطلاع بعيد المدى
- Messerschmitt Me 321 Gigant ، طائرة شراعية للنقل الثقيل
- Messerschmitt Me 323 Gigant ، نسخة مدعومة بمحرك Me 321
- سيبل سي 201 ، طائرة استطلاع STOL (نموذج أولي)

### النقل والمرافقة
- أرادو Ar 232 Tausendfüssler ، النقل
- بلوم آند فوس ها 139 ، طائرة مائية بعيدة المدى
- بلوم آند فوس بي في 144 ، النقل
- Blohm & Voss BV 222 Wiking (Viking)، قارب طيران للنقل
- DFS 230 ، طائرة شراعية للنقل
- DFS 331 ، طائرة شراعية للنقل (نموذج أولي)
- Dornier Do 12, طائرة مائية Libelle
- دورنير دو 14 ، طائرة مائية (نموذج أولي)
- دورنير دو 26 ، قارب طيران للنقل
- دورنير دو 214 ، قارب نقل طائر (نموذج أولي)
- جوتا جو 146 ، نقل صغير (محركان)، 1935
- جوتا جو 242 ، طائرة شراعية للنقل
- جوتا جو 244 ، النقل
- جوتا جو 345 ، طائرة شراعية هجومية
- جوتا كا 430 ، طائرة شراعية للنقل
- هاينكل هي 70 ، "بليتز" (لايتنينغ)، طائرة نقل ذات محرك واحد وطائرة بريد، 1932
- هاينكل هي 115 ، طائرة مائية متعددة الأغراض
- يونكرز جو 52 تانت جو (العمة جو)، النقل + المهاجم
- يونكرز جو 252 ، النقل
- يونكرز جو 322 ، طائرة شراعية للنقل
- يونكرز جو 352 هرقل (هرقل)، النقل
- يونكرز W34 ، النقل
- كليم كل 31 ، سيارة نقل ذات محرك واحد، 1931
- كليم كل 32 ، سيارة نقل ذات محرك واحد، 1931
- كليم كل 36 ، سيارة نقل ذات محرك واحد، 1934
- Messerschmitt Me 321 Gigant (عملاق)، طائرة شراعية للنقل
- Messerschmitt Me 323 ، النقل. نسخة آلية من Me 321
- سيبل Fh 104 هالور ، نقل متوسط
- سيبل سي 204 ، نقل + مدرب طاقم جوي

### التدريب
- ألباتروس ال 101
- ألباتروس ال 102
- ألباتروس ال 103
- أرادو Ar 69 ، طائرة تدريب (ثنائية السطح) (نماذج أولية)، 1933
- أرادو Ar 96 ، مدرب
- أرادو Ar 199 ، طائرة مائية مدربة
- أرادو Ar 396 ، مدرب
- Bücker Bü 131 Jungmann (شاب)، مدرب (ذات السطحين)
- Bücker Bü 133 Jungmeister (البطل الشاب)، مدرب + الأكروبات (ذات السطحين)
- بوكر بو 180 طالب (طالب)، مدرب
- بوكر بو 181 بيستمان (بيستمان)، مدرب + نقل
- بوكر بو 182 كورنيت (الراية)، مدرب
- طائرة رياضية بهلوانية + طائرة تدريب من طراز فيسيلر فاي 5 (إف-5)، عام 1933
- Focke-Wulf Fw 44 Stieglitz (طائر الحسون)، مدربة (ذات السطحين)
- Focke-Wulf Fw 56 Stösser (فالكون هوك)، مدربة (مظلة، طائرة أحادية السطح)
- Focke-Wulf Fw 58 Weihe (طائرة ورقية)، نقل + مدرب
- جوثا جو 145 ، مدرب
- هينكل هي 72 كاديت (كاديت)، مدرب
- هاينكل هي 74 ، مقاتلة + مدربة متقدمة (نموذج أولي)
- هينكل هي 172 ، مدرب (نموذج أولي)
- كليم كل 35 ، طائرة رياضية ومدربة، 1935
- Messerschmitt Bf 108 Taifun (تايفون)، مدربة + نقل
- سيبيل سي 202 "هاميل"، طائرة رياضية + مدربة، 1938

### طائرات المروحية
- نموذج أولي لطائرة مروحية استطلاع من طراز Flettner Fl 184
- نموذج أولي لطائرة مروحية استطلاع من طراز Flettner Fl 185
- نموذج أولي لطائرة مروحية استطلاع من طراز Flettner Fl 265
- فليتنر فل 282 كوليبري (الطائر الطنان)، مروحية استطلاع
- نموذج أولي لطائرة استطلاع من طراز Flettner Fl 339
- Focke Achgelis Fa 223 Drache (التنين)، مروحية النقل (النموذج الأولي
- Focke Achgelis Fa 266 Hornisse (هورنيت)، مروحية (نموذج أولي)
- فوك أتشجيليس فا 330 ، "جيروكايت" غير مزودة بمحرك (نموذج أولي)
- مروحية استطلاع Focke Achgelis Fa 336 (نموذج أولي)، 1944
- فوك وولف مهاجم 61 ، مروحية (نموذج أولي)
- فوك-وولف Fw 186 ، طائرة استطلاع أوتوجيرو (نموذج أولي)

### تجريبي وبحثي
- DFS 39 ، طائرة بحثية بدون ذيل من تصميم ليبيش
- DFS 40 ، طائرة بحثية بدون ذيل من تصميم Lippisch
- DFS 194 ، طائرة بحثية تعمل بالصواريخ، سابقة لـ Me 163
- DFS 228 ، نموذج أولي للاستطلاع طويل المدى عالي الارتفاع يعمل بالصواريخ
- دي إف إس 332
- DFS 346 ، طائرة بحثية تفوق سرعة الصوت (نموذج أولي غير مكتمل فقط)
- طائرة تطوير Göppingen Gö 9 لـ Do 335 Pfeil
- هاينكل هي 176 ، طائرة تجريبية رائدة تعمل بمحرك صاروخي يعمل بالوقود السائل (نموذج أولي)
- هاينكل هي 178 ، طائرة تجريبية رائدة بمحركات نفاثة
- تجربة هينكل ليرشه VTOL
- ليبيش بي.13ا ، مقاتلة ذات أجنحة دلتا تعمل بمحرك رام جيت.
- Messerschmitt Me P.1101 ، طائرة مقاتلة ذات هندسة متغيرة .

## 1946–1991

### المقاتلات والطائرات الاعتراضية

#### ألمانيا الغربية
- هوكر سي هوك
- لوكهيد F-104F ، G، TF-104G ستارفايتر
- ماكدونيل دوغلاس F-4F ، F، RF-4E فانتوم II
- طائرة نورث أميركان/كندا إير CL-13 Sabre 5، 6، F-86K
- جمهورية F-84 ثاندرستريك ، RF-84F ثاندرفلاش

#### ألمانيا الشرقية
- Mikoyan-Gurevich MiG-15bis ، UTI ( DDR فقط )
- ميكويان-جوريفيتش ميج-17 إف، بي إف ( دي دي آر فقط )
- ميكويان-جوريفيتش ميج-19 PF، PFM، PM، S، SF ( DDR فقط )
- ميكويان-جوريفيتش ميج-21 F، F-13، FL، M، MF، PF، PFM، PFS، RF، SPS، SPSK، bis ، UM، US، USM، UTI
- ميكويان جورفيتش ميغ-23 BN, MF, ML, PFM, S, UB
- ميكويان ميج-29 ، −29UBC
- سوخوي سو-20
- سوخوي سو-22 ، −22UM

### القاذفات وطائرات الهجوم الأرضي

#### ألمانيا الغربية
- بانافيا تورنادو IDS
- دورنير ألفا جيت أ
- فيات جي-91

#### ألمانيا الشرقية
- إليوشن إيل-28 ، −28U ( DDR فقط )
- سوخوي Su-22M4s ،-48U ( DDR فقط )

### الدوريات والاستطلاع

#### ألمانيا الغربية
- بريجيه أتلانتيك 1
- طائرة كانبيرا الكهربائية الإنجليزية B.2 تُستخدم في رسم الخرائط الأرضية ودور الاستطلاع
- طائر الغاق فيري AS4، T.5
- غروب إيغريت الثاني
- تم تقييم Grumman OV-1 Mohawk فقط
- طائرة لوكهيد RF-104G ستارفايتر

### النقل والمرافقة

#### ألمانيا الغربية
- طائرة إيرباص A310
- بوينج 707
- كنداير تشالنجر
- كونفير سي-131 سامريتان
- دي هافيلاند هيرون 2D
- دورنير دو دي إس-10
- دورنير دو 27 أ، ب
- دورنير دو 28A-1 ، D "Skyservant"
- دورنير 228-201
- دورنير دو 29
- دورنير دو 32 إي
- دورنير دو 34
- تم استخدام طائرة دوغلاس A-26 Invader فقط لسحب الهدف
- قطار دوغلاس سي-47 سكاي ترين
- دوغلاس دي سي-6 بي
- جرومان HU-16 ألباتروس
- HFB 320 هانزا جيت
- ليرجيت 35A، 36A
- LET L-410
- لوكهيد سي-140 جيت ستار
- نورد نوراتلاس
- طائرة OV-10B من أمريكا الشمالية
- بيرسيفال بيمبروك C54
- بوتزر إلستر ب
- ترانسال سي-160 دي
- VFW 614

#### ألمانيا الشرقية
- أنتونوف An-2 ، −2S، −2T، −2TD ( DDR فقط )
- أنتونوف AN-12
- أنتونوف An-14 ( DDR فقط )
- أنتونوف AN-26
- إليوشن Il-14 ( DDR فقط )
- إليوشن Il-18 ( DDR فقط )
- إليوشن Il-62
- عميد LET ( DDR فقط )
- بوليكاربوف بو-2 ( دي دي آر فقط )
- توبوليف تو-124 ( دي آر فقط )
- توبوليف تو-134
- توبوليف تو-154 إم
- ياكوفليف ياك-40 ( جمهورية ألمانيا الديمقراطية فقط )

### التدريب

#### ألمانيا الغربية
- سيسنا تي-37 بي
- داسو بريجيت دورنير ألفا جيت 1A
- فيات G.91 R-3، R-4، T-1
- فوجا CM.170 ماجيستر ، بوتيز هينكل CM-191
- لوكهيد تي-33أ
- مروحة MBB Ranger 2000
- أمريكا الشمالية T-6 تكساس
- نورثروب تي-38أ تالون
- بياجيو P.149D
- بيلاتوس بي سي-9
- بايبر سوبر كاب h
- مدرب مروحة RFB
- سيات فلامنغو

#### ألمانيا الشرقية
- أيرو ألباتروس
- Aero L-29 Delfín ( DDR فقط )
- Aero Super Aero 45S ( DDR فقط )
- ياكوفليف ياك-11 ( جمهورية ألمانيا الديمقراطية فقط )
- ياكوفليف ياك-18 ( جمهورية ألمانيا الديمقراطية فقط )
- Zlin Z43 ( DDR فقط )

### الطائرات المروحية

#### ألمانيا الغربية
- إيروسباسيال ألويت الثانية
- إيروسباسيال دوفين N4
- إيروسباسيال جن
- إيروسباسيال SA 330 بوما
- إيروسباسيال سوبر بوما
- إيروسباسيال كوغار
- بيل 47G-2
- UH-1D إيروكوا / بيل 205/212
- بولكوف بو 46
- بريستول سيكامور
- هيلر UH-12 C
- إم بي بي بو 102
- إم بي بي بو 103
- MBB Bo 105A ، BSH-1، C، M، VBH، P، PAH-1
- إم بي بي بو 106
- إم بي بي بو 115
- MBB/كاواساكي BK 117 A-3M
- ميركل SM 67
- سارو سكيترز Mk. 50، مرقس 51
- سيكورسكي CH-34 A، C، G
- ويستلاند سي كينج HAS.41
- رافعة سيكورسكي السماوية
- سيكورسكي CH-53 سي ستاليون
- فيرتول H-21 شوني
- واليس فينوم
- ويستلاند لينكس لديها 88

#### ألمانيا الشرقية
- كاموف كا-29
- ميل مي-1 ( دي دي آر فقط )
- ميل مي-2
- ميل مي-4 ( دي دي آر فقط )
- ميل مي-8 ، تي بي، إس، مي-9، مي-17
- ميل مي-14 بي تي، بي إل
- ميل مي-24

### تجريبي وبحثي
- دورنير دو 31
- EWR VJ 101 C
- VFW VAK 191B
- هوكر كيستريل ف.(جورجيا)1
- RFB X-114
- MBB لامبيريداي

### طائرات أخرى
- جلوستر ميتور TT.20
- هوكر سي فيوري TT.20
- بانافيا تورنادو ECR

## من عام 1991 وأحدث
تشكلت الطائرات العسكرية لألمانيا الموحدة من تشكيل من الطائرات الألمانية الشرقية والغربية التي كانت في الخدمة إلى جانب الطائرات الجديدة التي تم الحصول عليها بعد الاندماج. عام 2004 تم تسليم آخر ما تبقة من القوات المسلحة الشيوعية الألمانية الشرقية "NVA" إلى الدول المجاورة لألمانيا، مثل بولندا.

### المقاتلات والطائرات الاعتراضية
- يوروفايتر تايفون
- ماكدونيل دوغلاس إف-4 إف فانتوم الثانية
- ميج-29 جي (بيعت إلى بولندا في عام 2004)

### قاذفات مقاتلة

#### القوات الجوية
- بانافيا تورنادو IDS
- بانافيا تورنادو ECR

#### البحرية
- بانافيا تورنادو IDS (تم نقلها إلى القوات الجوية في عام 2005)

### الدوريات والاستطلاع

#### القوات الجوية الألمانية
- نسخة Panavia Tornado RECCE مع كبسولة استطلاع

#### البحرية
- بريجيه أتلانتيك ، خارج الخدمة
- P-3C Orion (مع أحدث الترقيات على مستوى العالم)

### طائرات بدون طيار

#### القوات الجوية
- يوروهوك (خارج الخدمة)
- طائرة هيرون IAI (تحت الطلب)

#### الجيش
- بومباردييه/دورنير CL 289
- فني الطوارئ الطبية علاء الدين
- فني الطوارئ الطبية لونا
- ميكادو، فني الطوارئ الطبية
- راينميتال KZO

### النقل والمرافقة

#### القوات الجوية
- طائرة إيرباص A310 MRTT + VIP، خارج الخدمة
- طائرة إيرباص A319
- طائرة إيرباص A321
- ايرباص A340-300، طائرتان سابقتان لشركة لوفتهانزا ، دخلتا الخدمة في عام 2009.
- إيرباص ACJ350 XWB ، دخول الخدمة 1 × 2020، 2 × 2022
- طائرة إيرباص العسكرية A400M
- تم طلب طائرة بومباردييه جلوبال إكسبريس ، لتحل محل طائرات تشالنجر.
- طائرة ترانسال C-160 D، خارج الخدمة
- إليوشن إيل-62، طائرة إنترفلوغ سابقًا، خارج الخدمة.
- توبوليف تو-134، طائرة إنترفلوغ سابقًا، خارج الخدمة.
- توبوليف تو-154إم، طائرة تابعة لجيش فيتنام الشمالية سابقًا، خارج الخدمة. واحد من اثنين تم تعديله لصالح الأجواء المفتوحة .
- أخرجت طائرة L-410 Turbolet من الخدمة في جيش جمهورية فيتنام الشمالية السابق.

#### البحرية
- دورنير 228-201

### التدريب
- تغريدة سيسنا تي-37بي
- نورثروب تي-38أ تالون
- جروب جي 120
- جروب جي 120TP

### الطائرات المروحية

#### الجيش
- إن إتش إندستريز NH90
- يوروكوبتر تايجر
- يوروكوبتر EC-135 (مدربة)
- بيل UH-1D ، خارج الخدمة
- يوروكوبتر (MBB) BO-105P/M ، خارج الخدمة

#### البحرية
- ويستلاند سي كينج
- ويستلاند لينكس
- NH90 Sea Lion من شركة NHIndustries

#### القوات الجوية
- بيل UH-1D ، خارج الخدمة
- يوروكوبتر كوغار AS532
- سيكورسكي CH-53G/GS (ترقيات واسعة النطاق مخطط لها)
- طائرات إيرباص المروحية H145M

### تجريبي وبحثي
- إي إيه دي إس باراكودا

## روابط خارجية
- الأرشيف الخاص بتوزيع الأشخاص والمواد للقوات الجوية الألمانية في الحرب العالمية الثانية